# حاکم ممکان
حاکم ممکان (زاده ۱۳۵۹، ارومیه) وکیل دادگستری و نمایندهٔ دورهٔ دوازدهم مجلس شورای اسلامی از حوزهٔ انتخابیهٔ ارومیه در استان آذربایجان غربی است که با کسب ۱۱۹۷۶۶ رای به مجلس شورای اسلامی راه پیدا کرد.
وی در دوره دهم مجلس شورای اسلامی نیز کاندیدای حضور در مجلس از حوزه انتخابیه ارومیه بود و به دور دوم نیز راه یافت ولی از راه یافتن به مجلس دهم بازمانده بود.